# (16195) 2000 AQ236
A (16195) 2000 AQ236 a Naprendszer kisbolygóövében található aszteroida. A LINEAR projekt keretében fedezték fel 2000. január 5-én.